# Yoo Jae-yong
Yoo Jae-yong (6 de julio de 1936 - 29 de diciembre de 2009) fue un novelista surcoreano.

## Biografía
Nació el 6 de julio de 1936 en Cheorwon, provincia de Gangwon, Corea del Sur, durante el dominio colonial japonés. Fue a la escuela de bachillerato Hwanil, pero la dejó antes de graduarse. En 1965 ganó un premio por una historia para niños en el concurso literario de año nuevo patrocinado por el periódico Chosun Ilbo.

## Obra
Debutó en la literatura con el cuento para niños El globo largirucho (키다리 풍선), que se publicó serialmente en Chosun Ilbo en 1965. Después publicó novelas, incluyendo Santuario (성역, 1980) y Se fue con la tormenta (비바람 속으로 떠나가다, 1982).
Sus personajes están orientados hacia el pasado y no consiguen adaptarse o apreciar la complejidad del mundo. Según la crítica, esto es producto de la intención del autor de centrarse en la naturaleza interior de los personajes, más que en su interactuación con el exterior. En su ficción, habla con frecuencia de las vidas de los refugiados de Corea del Norte. Un buen número de obras, empezando por "Retrato de mi hermana mayor" (Nunimui chosang, 1978), tratan de la división de Corea desde el punto de vista de personajes que idealizan el pasado para compensar la realidad de la posguerra. Además, muestran la perspectiva tradicional de la vida, caracterizada por la creencia en el destino y la incapacidad de adaptarse a la estructura cambiante de la sociedad. Sin embargo, en obras más recientes ha intentado explorar el hilo que conecta el pasado con el presente, en vez de contentarse con la retrospección. Obras destacadas de este periodo son "Sombras" (Geurimja, 1982), "El río de mi padre" (Abeojiui gang) y "Círculo" (Hwan), todas tratan sobre el legado de la división coreana en la familia. También ha escrito varias historias con una inclinación filosófica, como "Relación" (Gwangye), "La vida de otro hombre" (Tainui saengae) y "La peluca" (Gabal). Estas historias hablan de lo inherentemente absurdo que es la vida presentando a personajes que dejan su rutina y asumen el papel de otra persona.

## Obras en coreano (lista parcial)
Relatos
- Sombras (Geurimja, 1982)
- El río de mi padre (Abeojiui gang)
- Círculo (Hwan)
- Relación (Gwangye)
- La vida de otro hombre (Tainui saengae)
- La peluca (Gabal)

Recopilaciones y novelas
- Santuario (Seongyeok, 1980)
- Se fue con la tormenta (Bibaram sogeuro tteonagada)
- La sombra del sol de la tarde (Sayangui geuneul)
- Tierra de silencio (Chimmugui ttang)

## Premios
- Premio literario Hyundai Munhak, 1980
- Premio literario Yi Sang, 1980
- Premio literario de la República de Corea, 1982
- Premio literario Cho Yun-hyun, 1985
- Premio literario Dong-in, 1987